# SF3A2
SF3A2 (англ. Splicing factor 3a subunit 2) – білок, який кодується однойменним геном, розташованим у людей на короткому плечі 19-ї хромосоми. Довжина поліпептидного ланцюга білка становить 464 амінокислот, а молекулярна маса — 49 256.
| 10         |  | 20         |  | 30         |  | 40         |  | 50         |
| ---------- |  | ---------- |  | ---------- |  | ---------- |  | ---------- |
| MDFQHRPGGK |  | TGSGGVASSS |  | ESNRDRRERL |  | RQLALETIDI |  | NKDPYFMKNH |
| LGSYECKLCL |  | TLHNNEGSYL |  | AHTQGKKHQT |  | NLARRAAKEA |  | KEAPAQPAPE |
| KVKVEVKKFV |  | KIGRPGYKVT |  | KQRDSEMGQQ |  | SLLFQIDYPE |  | IAEGIMPRHR |
| FMSAYEQRIE |  | PPDRRWQYLL |  | MAAEPYETIA |  | FKVPSREIDK |  | AEGKFWTHWN |
| RETKQFFLQF |  | HFKMEKPPAP |  | PSLPAGPPGV |  | KRPPPPLMNG |  | LPPRPPLPES |
| LPPPPPGGLP |  | LPPMPPTGPA |  | PSGPPGPPQL |  | PPPAPGVHPP |  | APVVHPPASG |
| VHPPAPGVHP |  | PAPGVHPPAP |  | GVHPPTSGVH |  | PPAPGVHPPA |  | PGVHPPAPGV |
| HPPAPGVHPP |  | APGVHPPPSA |  | GVHPQAPGVH |  | PAAPAVHPQA |  | PGVHPPAPGM |
| HPQAPGVHPQ |  | PPGVHPSAPG |  | VHPQPPGVHP |  | SNPGVHPPTP |  | MPPMLRPPLP |
| SEGPGNIPPP |  | PPTN       |  |            |  |            |  |            |

A: Аланін

C: Цистеїн

D: Аспарагінова кислота

E: Глутамінова кислота

F: Фенілаланін

G: Гліцин

H: Гістидин

I: Ізолейцин

K: Лізин

L: Лейцин

M: Метіонін

N: Аспарагін

P: Пролін

Q: Глутамін

R: Аргінін

S: Серин

T: Треонін

V: Валін

W: Триптофан

Кодований геном білок за функцією належить до фосфопротеїнів. 
Задіяний у таких біологічних процесах, як процесинг мРНК, сплайсинг мРНК, ацетилювання. 
Білок має сайт для зв'язування з іонами металів, іоном цинку. 
Локалізований у ядрі.